# Le Ménil-Scelleur
Le Ménil-Scelleur település Franciaországban, Orne megyében. Lakosainak száma 87 fő (2022. január 1.). Le Ménil-Scelleur Boucé, Sainte-Marguerite-de-Carrouges, Sainte-Marie-la-Robert és Saint-Sauveur-de-Carrouges községekkel határos.

## Népesség
A település népességének változása:
| Lakosok száma | 102  | 98   | 95   | 91   | 88   | 86   | 84   | 82   | 87   |
|               | 2013 | 2015 | 2016 | 2017 | 2018 | 2019 | 2020 | 2021 | 2022 |